# 季莫費·奧西波夫斯基

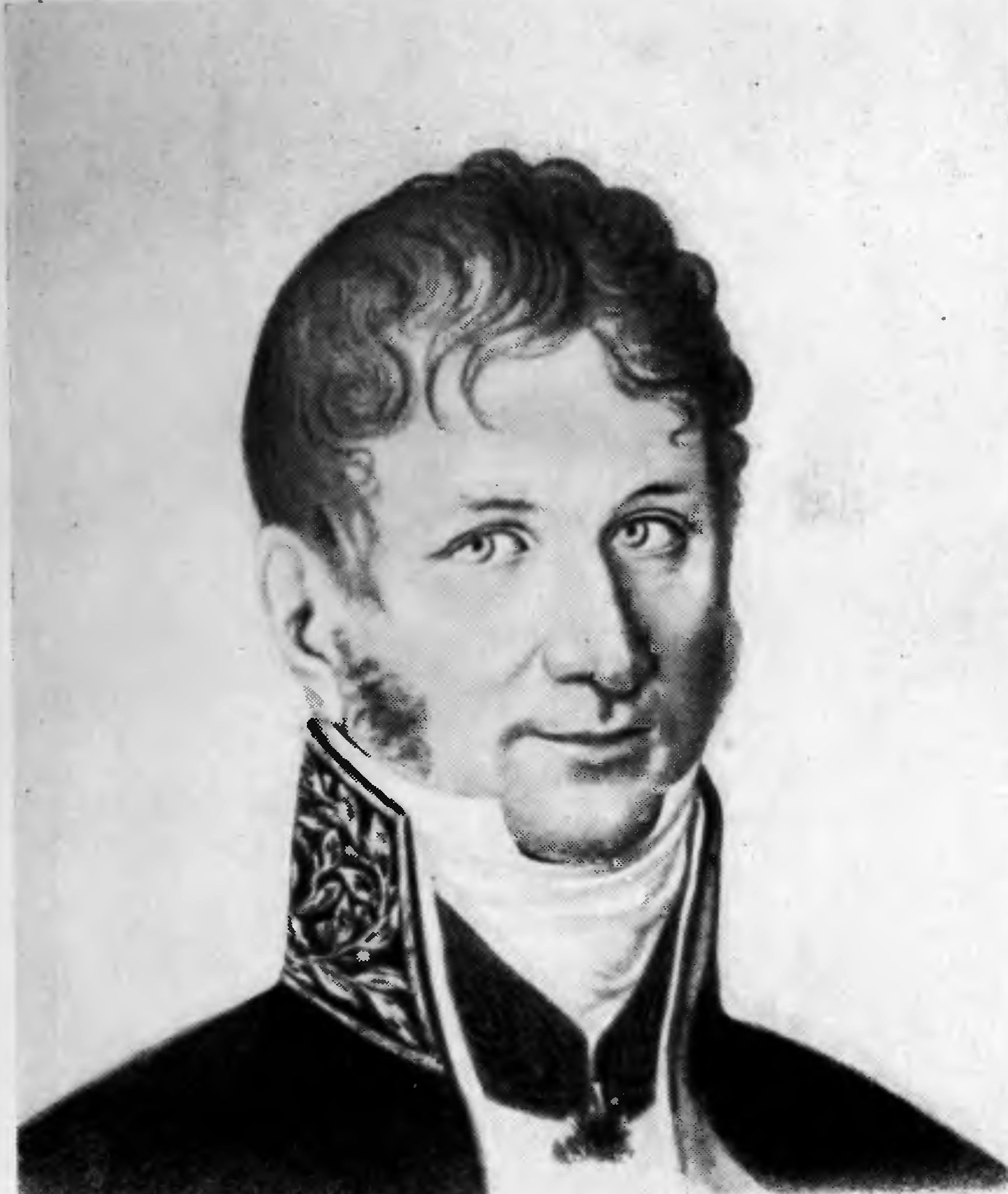
奥西波夫斯基

季莫費·费奧多罗维奇·奥西波夫斯基（俄語：Тимофей Фёдорович Осиповский，羅馬化：Timofey Fyodorovich Osipovskiy，1766年2月2日—1832年6月24日），俄国数学家、哲学家。
奥西波夫斯基1786年畢業于彼得堡師范學院后，在莫斯科民眾學校當教師，講授物理、數學和俄羅斯文學等課程。1800－1803年在彼得堡師范學院任數學教授。1803年到哈爾科夫大學任教授，並在1813至1820年擔任校長。
1820年，奧西波夫斯基因反對宗教教育改革，被解除校長和教授的職務。在極端困難的條件下，奧西波夫斯基仍堅持科學研究工作，在光學的研究上取得了較大成就。他編著的《數學教程》一書曾被各大學廣泛采用。
奧西波夫斯基是俄國唯物主義思想家。1807和1813年先后在哈爾科夫大學作關于“论空間和時間”和“论康德的動力學體系”的重要講演，尖銳地批判了康德的唯心主義哲學。他承認物質的第一性和意識的第二性；指出空間和時間是事物存在的條件，它們存在于自然界本身中，存在于它們自身中，而不是僅僅存在于我們的感覺映象中。他還反對康德關于幾何學真理的先驗起源的觀點，認為幾何學的真理是客觀的。這些思想在俄國思想界起過很大影響。
奧西波夫斯基在卓有成效的教育活動中培養了許多優秀人才，其中有著名數學家奧斯特羅格拉茨基等人。